# Svømning under sommer-OL 2024
Svømning ved sommer-OL 2024 blev afholdt fra 27. juli til 9. august 2024 i Paris La Défense Arena og Pont Alexandre III i Paris. Der blev konkurreret i 37 øvelser, 18 for mænd, 18 for kvinder, samt en blandet stafet.

## Program

### Herrer
| H | Heat | SF | Semifinaler | F | Finale | M | Morgenøkt | K | Kveldsøkt |

| Dato →                  | Lør 27. | Lør 27. | Søn 28. | Søn 28. | Man 29. | Man 29. | Tir 30. | Tir 30. | Ons 31. | Ons 31. | Tor 1. | Tor 1. | Fre 2. | Fre 2. | Lør 3. | Lør 3. | Søn 4. | Søn 4. | Tor 8. | Tor 8. | Fre 9. | Fre 9. |
| Øvelse ↓                | M       | K       | M       | K       | M       | K       | M       | K       | M       | K       | M      | K      | M      | K      | M      | K      | M      | K      | M      | K      | M      | K      |
| ----------------------- | ------- | ------- | ------- | ------- | ------- | ------- | ------- | ------- | ------- | ------- | ------ | ------ | ------ | ------ | ------ | ------ | ------ | ------ | ------ | ------ | ------ | ------ |
| 50 m fri                |         |         |         |         |         |         |         |         |         |         | H      | SF     |        | F      |        |        |        |        |        |        |        |        |
| 100 m fri               |         |         |         |         |         |         | H       | SF      |         | F       |        |        |        |        |        |        |        |        |        |        |        |        |
| 200 m fri               |         |         | H       | SF      |         | F       |         |         |         |         |        |        |        |        |        |        |        |        |        |        |        |        |
| 400 m fri               | H       | F       |         |         |         |         |         |         |         |         |        |        |        |        |        |        |        |        |        |        |        |        |
| 800 m fri               |         |         |         |         | H       |         |         | F       |         |         |        |        |        |        |        |        |        |        |        |        |        |        |
| 1500 m fri              |         |         |         |         |         |         |         |         |         |         |        |        |        |        | H      |        |        | F      |        |        |        |        |
| 100 m ryg               |         |         | H       | SF      |         | F       |         |         |         |         |        |        |        |        |        |        |        |        |        |        |        |        |
| 200 m ryg               |         |         |         |         |         |         |         |         | H       | SF      |        | F      |        |        |        |        |        |        |        |        |        |        |
| 100 m bryst             | H       | SF      |         | F       |         |         |         |         |         |         |        |        |        |        |        |        |        |        |        |        |        |        |
| 200 m bryst             |         |         |         |         |         |         | H       | SF      |         | F       |        |        |        |        |        |        |        |        |        |        |        |        |
| 100 m butterfly         |         |         |         |         |         |         |         |         |         |         |        |        | H      | SF     |        | F      |        |        |        |        |        |        |
| 200 m butterfly         |         |         |         |         |         |         | H       | SF      |         | F       |        |        |        |        |        |        |        |        |        |        |        |        |
| 200 m individuel medley |         |         |         |         |         |         |         |         |         |         | H      | SF     |        | F      |        |        |        |        |        |        |        |        |
| 400 m individuel medley |         |         | H       | F       |         |         |         |         |         |         |        |        |        |        |        |        |        |        |        |        |        |        |
| 4 × 100 m fri stafet    | H       | F       |         |         |         |         |         |         |         |         |        |        |        |        |        |        |        |        |        |        |        |        |
| 4 × 200 m fri stafet    |         |         |         |         |         |         | H       | F       |         |         |        |        |        |        |        |        |        |        |        |        |        |        |
| 4 × 100 m medley stafet |         |         |         |         |         |         |         |         |         |         |        |        |        |        | H      |        |        | F      |        |        |        |        |
| 10 kilometer            |         |         |         |         |         |         |         |         |         |         |        |        |        |        |        |        |        |        |        |        | F      |        |

### Damer
| Dato →                   | Lør 27. | Lør 27. | Søn 28. | Søn 28. | Man 29. | Man 29. | Tir 30. | Tir 30. | Ons 31. | Ons 31. | Tor 1. | Tor 1. | Fre 2. | Fre 2. | Lør 3. | Lør 3. | Søn 4. | Søn 4. | Tor 8. | Tor 8. | Fre 9. | Fre 9. |
| Øvelse ↓                 | M       | K       | M       | K       | M       | K       | M       | K       | M       | K       | M      | K      | M      | K      | M      | K      | M      | K      | M      | K      | M      | K      |
| ------------------------ | ------- | ------- | ------- | ------- | ------- | ------- | ------- | ------- | ------- | ------- | ------ | ------ | ------ | ------ | ------ | ------ | ------ | ------ | ------ | ------ | ------ | ------ |
| 50 m fri                 |         |         |         |         |         |         |         |         |         |         |        |        |        |        | H      | SF     |        | F      |        |        |        |        |
| 100 m fri                |         |         |         |         |         |         | H       | SF      |         | F       |        |        |        |        |        |        |        |        |        |        |        |        |
| 200 m fri                |         |         | H       | SF      |         | F       |         |         |         |         |        |        |        |        |        |        |        |        |        |        |        |        |
| 400 m fri                | H       | F       |         |         |         |         |         |         |         |         |        |        |        |        |        |        |        |        |        |        |        |        |
| 800 m fri                |         |         |         |         |         |         |         |         |         |         |        |        | H      |        |        | F      |        |        |        |        |        |        |
| 1500 m fri               |         |         |         |         |         |         | H       |         |         | F       |        |        |        |        |        |        |        |        |        |        |        |        |
| 100 m ryg                |         |         |         |         | H       | SF      |         | F       |         |         |        |        |        |        |        |        |        |        |        |        |        |        |
| 200 m ryg                |         |         |         |         |         |         |         |         |         |         | H      | SF     |        | F      |        |        |        |        |        |        |        |        |
| 100 m bryst              |         |         | H       | SF      |         | F       |         |         |         |         |        |        |        |        |        |        |        |        |        |        |        |        |
| 200 m bryst              |         |         |         |         |         |         |         |         | H       | SF      |        | F      |        |        |        |        |        |        |        |        |        |        |
| 100 m butterfly          | H       | SF      |         | F       |         |         |         |         |         |         |        |        |        |        |        |        |        |        |        |        |        |        |
| 200 m butterfly          |         |         |         |         |         |         |         |         | H       | SF      |        | F      |        |        |        |        |        |        |        |        |        |        |
| 200 m individuell medley |         |         |         |         |         |         |         |         |         |         |        |        | H      | SF     |        | F      |        |        |        |        |        |        |
| 400 m individuell medley |         |         |         |         | H       | F       |         |         |         |         |        |        |        |        |        |        |        |        |        |        |        |        |
| 4 × 100 m fri stafett    | H       | F       |         |         |         |         |         |         |         |         |        |        |        |        |        |        |        |        |        |        |        |        |
| 4 × 200 m fri stafett    |         |         |         |         |         |         |         |         |         |         | H      | F      |        |        |        |        |        |        |        |        |        |        |
| 4 × 100 m medley stafett |         |         |         |         |         |         |         |         |         |         |        |        |        |        | H      |        |        | F      |        |        |        |        |
| 10 kilometer             |         |         |         |         |         |         |         |         |         |         |        |        |        |        |        |        |        |        | F      |        |        |        |

### Mix
| Dato →                  | Lør 27. | Lør 27. | Søn 28. | Søn 28. | Man 29. | Man 29. | Tir 30. | Tir 30. | Ons 31. | Ons 31. | Tor 1. | Tor 1. | Fre 2. | Fre 2. | Lør 3. | Lør 3. | Søn 4. | Søn 4. | Tor 8. | Tor 8. | Fre 9. | Fre 9. |
| Øvelse ↓                | M       | K       | M       | K       | M       | K       | M       | K       | M       | K       | M      | K      | M      | K      | M      | K      | M      | K      | M      | K      | M      | K      |
| ----------------------- | ------- | ------- | ------- | ------- | ------- | ------- | ------- | ------- | ------- | ------- | ------ | ------ | ------ | ------ | ------ | ------ | ------ | ------ | ------ | ------ | ------ | ------ |
| 4 × 100 m medley stafet |         |         |         |         |         |         |         |         |         |         |        |        | H      |        |        | F      |        |        |        |        |        |        |

## Medaljefordeling

### Medaljetabel
*   Værtsnation ( Frankrig)
| Rank               | Nation             | Guld | Sølv | Bronze | Total |
| ------------------ | ------------------ | ---- | ---- | ------ | ----- |
| 1                  | USA                | 8    | 13   | 7      | 28    |
| 2                  | Australien         | 7    | 9    | 3      | 19    |
| 3                  | Frankrig*          | 4    | 1    | 2      | 7     |
| 4                  | Canada             | 3    | 2    | 3      | 8     |
| 5                  | Ungarn             | 3    | 1    | 1      | 5     |
| 6                  | Kina               | 2    | 3    | 7      | 12    |
| 7                  | Italien            | 2    | 1    | 3      | 6     |
| 8                  | Sverige            | 2    | 0    | 0      | 2     |
| 9                  | Storbritannien     | 1    | 4    | 0      | 5     |
| 10                 | Tyskland           | 1    | 1    | 1      | 3     |
| 11                 | Sydafrika          | 1    | 1    | 0      | 2     |
| 12                 | Irland             | 1    | 0    | 2      | 3     |
| 12                 | Holland            | 1    | 0    | 2      | 3     |
| 14                 | Rumænien           | 1    | 0    | 1      | 2     |
| 15                 | Grækenland         | 0    | 1    | 0      | 1     |
| 15                 | Japan              | 0    | 1    | 0      | 1     |
| 17                 | Hongkong           | 0    | 0    | 2      | 2     |
| 18                 | Sydkorea           | 0    | 0    | 1      | 1     |
| 18                 | Schweiz            | 0    | 0    | 1      | 1     |
| Total (19 nations) | Total (19 nations) | 37   | 38   | 36     | 111   |

### Kvinder
| Event                   | Guld | Guld                | Sølv | Sølv        | Bronze | Bronze      |
| ----------------------- | --- | ------------------- | --- | ----------- | --- | ----------- |
| 50 m fri                | Sarah Sjöström · Sverige | 23.71               | Meg Harris · Australien | 23.97       | Zhang Yufei · Kina | 24.20       |
| 100 m fri               | Sarah Sjöström · Sverige | 52.16               | Torri Huske · USA | 52.29       | Siobhán Haughey · Hongkong | 52.33       |
| 200 m fri               | Mollie O'Callaghan · Australien | 1:53.27 OR          | Ariarne Titmus · Australien | 1:53.81     | Siobhán Haughey · Hongkong | 1:54.55     |
| 400 m fri               | Ariarne Titmus · Australien | 3:57.49             | Summer McIntosh · Canada | 3:58.37     | Katie Ledecky · USA | 4:00.86     |
| 800 m fri               | Katie Ledecky · USA | 8:11.04             | Ariarne Titmus · Australien | 8:12.29 OC  | Paige Madden · USA | 8:13.00     |
| 1500 m fri              | Katie Ledecky · USA | 15:30.02            | Anastasiya Kirpichnikova · Frankrig | 15:40.35 NR | Isabel Marie Gose · Tyskland | 15:41.16 NR |
|                         | |                     | |             | |             |
| 100 m ryg               | Kaylee McKeown · Australien | 57.33 OR, OC        | Regan Smith · USA | 57.66       | Katharine Berkoff · USA | 57.98       |
| 200 m ryg               | Kaylee McKeown · Australien | 2:03.73 OR          | Regan Smith · USA | 2:04.26     | Kylie Masse · Canada | 2:05.57     |
|                         | |                     | |             | |             |
| 100 m bryst             | Tatjana Smith · Sydafrika | 1:05.28             | Tang Qianting · Kina | 1:05.54     | Mona McSharry · Irland | 1:05.59     |
| 200 m bryst             | Kate Douglass · USA | 2:19.24 AM          | Tatjana Smith · Sydafrika | 2:19.60     | Tes Schouten · Holland | 2:21.05     |
|                         | |                     | |             | |             |
| 100 m butterfly         | Torri Huske · USA | 55.59               | Gretchen Walsh · USA | 55.63       | Zhang Yufei · Kina | 56.21       |
| 200 m butterfly         | Summer McIntosh · Canada | 2:03.03 OR, WJ, AM  | Regan Smith · USA | 2:03.84 NR  | Zhang Yufei · Kina | 2:05.09     |
|                         | |                     | |             | |             |
| 200 m individuel medley | Summer McIntosh · Canada | 2:06.56 OR, [WJ, NR | Kate Douglass · USA | 2:06.92     | Kaylee McKeown · Australien | 2:08.08     |
| 400 m individuel medley | Summer McIntosh · Canada | 4:27.71             | Katie Grimes · USA | 4:33.40     | Emma Weyant · USA | 4:34.93     |
|                         | |                     | |             | |             |
| 4 × 100 m fri           | Australien · Mollie O'Callaghan (52.24) · Shayna Jack (52.35) · Emma McKeon (52.39) · Meg Harris (51.94) · Olivia Wunsch[b] · Bronte Campbell[b]                                | 3:28.92 OR          | USA · Kate Douglass (52.98) · Gretchen Walsh (52.55) · Torri Huske (52.06) · Simone Manuel (52.61) · Abbey Weitzeil[b] · Erika Connolly[b]                                                   | 3:30.20 AM  | Kina · Yang Junxuan (52.48) · Cheng Yujie (52.76) · Zhang Yufei (52.75) · Wu Qingfeng (52.31) · Yu Yiting[b]                                      | 3:30.30 AS  |
| 4 × 200 m fri           | Australien · Mollie O'Callaghan (1:53.52) · Lani Pallister (1:55.61) · Brianna Throssell (1:56.00) · Ariarne Titmus (1:52.95) · Jamie Perkins[b] · Shayna Jack[b]               | 7:38.08 OR          | USA · Claire Weinstein (1:54.88) · Paige Madden (1:55.63) · Katie Ledecky (1:54.93) · Erin Gemmell (1:55.40) · Anna Peplowski[b] · Simone Manuel[b] · Alex Shackell[b]                       | 7:40.86     | Kina · Yang Junxuan (1:54.52) · Li Bingjie (1:55.05) · Ge Chutong (1:57.45) · Liu Yaxin (1:55.32) · Tang Muhan[b] · Kong Yaqi[b]                  | 7:42.34     |
| 4 × 100 m medley        | USA · Regan Smith (57.28) OR · Lilly King (1:04.90) · Gretchen Walsh (55.03) · Torri Huske (52.42) · Katharine Berkoff[b] · Emma Weber[b] · Alex Shackell[b] · Kate Douglass[b] | 3:49.63 VR          | Australien · Kaylee McKeown (57.72) · Jenna Strauch (1:07.31) · Emma McKeon (56.25) · Mollie O'Callaghan (51.83) · Iona Anderson[b] · Ella Ramsay[b] · Alexandria Perkins[b] · Meg Harris[b] | 3:53.11     | Kina · Wan Letian (59.81) · Tang Qianting (1:05.79) · Zhang Yufei (55.52) · Yang Junxuan (52.11) · Wang Xue'er[b] · Yu Yiting[b] · Wu Qingfeng[b] | 3:53.23     |
|                         | |                     | |             | |             |
| 10 km                   | Sharon van Rouwendaal · Holland | 2:03:34.2           | Moesha Johnson · Australien | 2:03:39.7   | Ginevra Taddeucci · Italien | 2:03:42.8   |

^ Swimmers who participated in the heats only and received medals.

### Mixed
^ Svømmere, der kun deltog i de indledende heats og fik medalje.